# Système de Madrid
Le système de Madrid, également connu sous le nom de protocole de Madrid ou simplement Madrid, est un système international qui facilite l'enregistrement de marques dans de multiples juridictions à travers le monde. Il a été créé par l'arrangement de Madrid concernant l'enregistrement international des marques de 1891. Depuis 2016, il est régi par le protocole relatif à l'arrangement de Madrid de 1989.
Le système de Madrid établit un système administré de manière centralisée pour l'enregistrement de marques dans des juridictions multiples. À la différence du système des marques de l'Union européenne, le système de Madrid ne crée pas un enregistrement unifié dans les différentes juridictions. Dans le système de Madrid, les requérants déposent une demande unique d'enregistrement et acquittent un ensemble de droits pour demander la protection dans un ou plusieurs pays membres du système. Chaque membre du système conserve le pouvoir discrétionnaire d'accorder la protection ou non. Une fois que l'autorité des marques d'un pays désigné accorde la protection, la marque est protégée dans cette juridiction comme si ce bureau l'avait enregistrée.
Le système de Madrid est administré par le bureau international de l'Organisation mondiale de la propriété intellectuelle (OMPI) des Nations unies basé à Genève, en Suisse. En mai 2025, le système de Madrid comptait 115 membres couvrant 131 pays, qui assurent ensemble plus de 80 % du commerce mondial,.

## Histoire et développement
Le système de Madrid est composé de deux traités : l'arrangement de Madrid concernant l'enregistrement international des marques, qui a été conclu en 1891 et est entré en vigueur en 1892, et le protocole relatif à l'arrangement de Madrid concernant l'enregistrement international des marques, qui est entré en vigueur le 1er avril 1996. L'arrangement de Madrid et le protocole de Madrid ont été adoptés lors de conférences diplomatiques tenues à Madrid.
L'arrangement de Madrid visait à organiser un système d'enregistrement international.
Toutefois, la simple transmission par le Bureau international d'une demande uniforme aux pays membres, plutôt que l'enregistrement de la marque applicable dans les registres nationaux des marques, exclut un véritable système d'enregistrement.
Par ailleurs, l'arrangement de Madrid n'a convaincu qu'un nombre limité de nations. De nombreux pays dont le Royaume-Uni, les États-Unis et des pays d'Amérique centrale, d'Amérique du Sud et d'Asie comme le Japon, n'ont pas adhéré à l'arrangement de Madrid. Cela a nui à la reconnaissance du système en tant que régime véritablement « international ». En effet, ces pays non-membres représentent ensemble le plus grand nombre de dépôts et d'enregistrements de marques dans le monde.
Certaines grandes nations de commerce comme les États-Unis, le Japon et le Canada reprochaient aussi à l'arrangement de Madrid le principe selon lequel, si l'enregistrement de base sur lequel l'enregistrement international est fondé fait l'objet d'une « attaque centrale », l'enregistrement international est annulé ou limité dans la même mesure que l'enregistrement de base.
En 1966 et 1967, des tentatives ont été faites pour résoudre le manque de soutien international en établissant un nouveau traité qui refléterait les besoins de l'époque plutôt que ceux des années 1890. Cela a conduit à la rédaction du Traité sur l'enregistrement des marques (TRT) qui a été adopté à Vienne en 1973. Le TRT est entré en vigueur en 1980 avec cinq États contractants, à savoir le Burkina Faso, le Congo, le Gabon, l'Union soviétique et le Togo. En l'absence d'autre adhésion et vu le faible nombre d'enregistrements qu'il a suscités, le TRT était peu susceptible de supplanter l'arrangement de Madrid.
À l'approche de l'introduction d'une marque communautaire européenne multi-juridictionnelle (ou du moins paneuropéenne), la pertinence du système de Madrid a fait l'objet d'un réexamen. La pression s'est accrue sur l'OMPI pour qu'elle maintienne sa pertinence et renforce l'accord en augmentant le nombre de ses membres, éventuellement par le biais d'amendements. Cela a abouti à la négociation du protocole de Madrid, en vertu duquel un enregistrement de marque communautaire pouvait servir de base à l'enregistrement international.
Le protocole, après des efforts de lobbying considérables de la part de l'OMPI, a été signé par de nombreux pays, y compris l'ensemble des membres de l'arrangement de Madrid et certains pays membres de l'Union européenne qui n'étaient pas membres de l'arrangement de Madrid. Le protocole est entré en vigueur le 1er décembre 1995. Il est devenu opérationnel le 1er avril 1996.
De nombreux pays ont dû modifier leur loi sur les marques afin d'adhérer au protocole, en plus des modifications requises par l'accord de l'OMC sur les aspects des droits de propriété intellectuelle qui touchent au commerce.
En Europe, des mandataires en marques ont résisté à l'adoption du protocole de Madrid parce qu'ils craignaient de perdre des affaires en matière de marques communautaires à cause des simplifications introduites par le protocole. Aux États-Unis, la proposition a été ralentie sur fond d'un différend en matière de marques entre deux entreprises qui avaient largement contribué à la campagne de certains membres du Congrès, suivi d'un remaniement du Sénat en raison d'élections et de la défection d'un sénateur républicain. Le traité a finalement été ratifié sous la présidence de George W. Bush. Avec l'adhésion des États-Unis le 2 novembre 2003 et de l'Union européenne le 1er octobre 2004, les principales juridictions commerciales ont rejoint le système de Madrid.
Le 31 juillet 2015, l'Algérie a déposé son instrument d'adhésion au protocole de Madrid. Cette adhésion est devenue effective le 31 octobre 2015. L'Algérie ayant été le dernier membre du système de Madrid à adhérer au protocole, le protocole est alors devenu effectif dans l'ensemble du système de Madrid.

## Membres

Pays membres de l'union de Madrid (vert) et pays membres membres d'une organisation internationale membre de l'union de Madrid (bleu).

L'adhésion à la convention ou au protocole inclut l'adhésion à « l'union de Madrid ». Au 30 mai 2025, le système comptait 115 membres couvrant 131 pays. Le terme « union de Madrid » peut être utilisé pour décrire les juridictions parties à l'accord ou au protocole (ou aux deux).
Depuis l'adhésion de l’Algérie au protocole en 2015, les 55 parties à l'arrangement de Madrid sont également parties au protocole et l'arrangement initial n'a plus d'effet pratique.
| Partie contractante                                   | Arrangement | Protocole |
| Afghanistan                                           |             | 2018      |
| Albanie                                               | 1995        | 2003      |
| Algérie                                               | 1972        | 2015      |
| Allemagne                                             | 1922        | 1996      |
| Antigua-et-Barbuda                                    |             | 2000      |
| Arménie                                               | 1991        | 2000      |
| Australie                                             |             | 2001      |
| Autriche                                              | 1909        | 1999      |
| Azerbaijan                                            | 1995        | 2007      |
| Bahrain                                               |             | 2005      |
| Belarus                                               | 1991        | 2002      |
| Belgique                                              | 1892        | 1998      |
| Bhoutan                                               | 2000        | 2000      |
| Bosnie-Herzégovine                                    | 1992        | 2009      |
| Botswana                                              |             | 2006      |
| Brésil                                                |             | 2019      |
| Brunei                                                |             | 2017      |
| Bulgarie                                              | 1985        | 2001      |
| Cambodge                                              |             | 2015      |
| Canada                                                |             | 2019      |
| Cap-Vert                                              |             | 2022      |
| Chili                                                 |             | 2022      |
| Chine                                                 | 1989        | 1995      |
| Chypre                                                | 2003        | 2003      |
| Colombie                                              |             | 2012      |
| Corée                                                 |             | 2003      |
| Croatie                                               | 1991        | 2004      |
| Cuba                                                  | 1989        | 1995      |
| Danemark                                              |             | 1996      |
| Égypte                                                | 1952        | 2009      |
| Estonie                                               |             | 1998      |
| Eswatini                                              | 1998        | 1998      |
| États-Unis                                            |             | 2003      |
| Finlande                                              |             | 1996      |
| France                                                | 1892        | 1997      |
| Gambie                                                |             | 2015      |
| Géorgie                                               |             | 1998      |
| Ghana                                                 |             | 2008      |
| Grèce                                                 |             | 2000      |
| Hongrie                                               | 1909        | 1997      |
| Islande                                               |             | 1997      |
| Inde                                                  |             | 2013      |
| Indonésie                                             |             | 2018      |
| Iran                                                  | 2003        | 2003      |
| Irlande                                               |             | 2001      |
| Israël                                                |             | 2010      |
| Italie                                                | 1894        | 2000      |
| Jamaïque                                              |             | 2022      |
| Japon                                                 |             | 2000      |
| Kazakhstan                                            | 1991        | 2010      |
| Kenya                                                 | 1998        | 1998      |
| Kyrgyzstan                                            | 1991        | 2004      |
| Laos                                                  |             | 2016      |
| Lesotho                                               | 1999        | 1999      |
| Lettonie                                              | 1995        | 2000      |
| Liberia                                               | 1995        | 2009      |
| Liechtenstein                                         | 1933        | 1998      |
| Lituanie                                              |             | 1997      |
| Luxembourg                                            | 1924        | 1998      |
| Macédoine du Nord                                     | 1991        | 2002      |
| Madagascar                                            |             | 2008      |
| Malaisie                                              |             | 2019      |
| Malawi                                                |             | 2018      |
| Maroc                                                 | 1917        | 1999      |
| Mexique                                               |             | 2013      |
| Moldavie                                              | 1991        | 1997      |
| Monaco                                                | 1956        | 1996      |
| Mongolie                                              | 1985        | 2001      |
| Montenegro                                            | 2006        | 2006      |
| Mozambique                                            | 1998        | 1998      |
| Namibie                                               | 2004        | 2004      |
| Nouvelle-Zélande                                      |             | 2012      |
| Norvège                                               |             | 1996      |
| Oman                                                  |             | 2007      |
| Organisation africaine de la propriété intellectuelle |             | 2015      |
| Ouzbékistan                                           |             | 2006      |
| Pays-Bas                                              | 1893        | 1998      |
| Philippines                                           |             | 2012      |
| Pologne                                               | 1991        | 1997      |
| Portugal                                              | 1893        | 1997      |
| République démocratique populaire de Corée            | 1980        | 1996      |
| Roumanie                                              | 1920        | 1998      |
| Royaume-Uni                                           |             | 1995      |
| Russie                                                | 1976        | 1997      |
| Rwanda                                                |             | 2013      |
| Samoa                                                 |             | 2019      |
| Saint-Marin                                           | 1960        | 2007      |
| Sao Tomé-et-Principe                                  |             | 2008      |
| Serbie                                                | 1992        | 1998      |
| Sierra Leone                                          | 1997        | 1999      |
| Singapour                                             |             | 2000      |
| Slovaquie                                             | 1993        | 1997      |
| Slovénie                                              | 1991        | 1998      |
| Espagne                                               | 1892        | 1995      |
| Soudan                                                | 1984        | 2010      |
| Suède                                                 |             | 1995      |
| Suisse                                                | 1892        | 1997      |
| Syrie                                                 |             | 2004      |
| Tajikistan                                            | 1991        | 2011      |
| Tchéquie                                              | 1993        | 1996      |
| Thaïlande                                             |             | 2017      |
| Trinidad-et-Tobago                                    |             | 2020      |
| Tunisie                                               |             | 2013      |
| Turquie                                               |             | 1999      |
| Turkmenistan                                          |             | 1999      |
| Ukraine                                               | 1991        | 2000      |
| Union européenne                                      |             | 2004      |
| Vietnam                                               | 1949        | 2006      |
| Zambie                                                |             | 2001      |
| Zimbabwe                                              |             | 2015      |

1. 1 2 3  Le Bénélux est considéré comme un seul pays dans le système de Madrid.
2. ↑  À l'exclusion de Hong Kong et de Macao.
3. ↑  Y compris le Groenland et les îles Feroe.
4. ↑  À l'exclusion de Tokelau.
5. ↑  Y compris Curaçao, les Pays-Bas caribéens, et Sint Maarten, qui ont des registres indépendants de l'office du Bénélux. À l'exclusion d'Aruba.
6. ↑  Y compris l'Île de Man et, à compter du 1er janvier 2021, Guernsey et Gibraltar. À l'exclusion d'autres dépendances de la Couronne et des territoires d'Outre-Mer britanniques.
7. ↑  Malte est le seul pays membre de l'Union européenne qui n'est pas membre de l'Union de Madrid. Une marque européenne obtenue via Madrid couvre Malte.

## Avantages
Fondamentalement, le système de Madrid permet au titulaire d'une marque d'obtenir la protection de sa marque dans un ou plusieurs autres pays membres en déposant une demande unique et en s'acquittant d'un ensemble de droits et taxes. Il peut également modifier son enregistrement (par exemple, des changements de nom ou d'adresse) et le renouveler dans toutes les juridictions applicables par le biais d'un processus administratif unique et du paiement d'une taxe unique,,.
Concrètement, le détenteur d'une marque enregistrée dans un pays membre, ou qui a demandé un tel enregistrement, peut demander un « enregistrement international » de sa marque auprès de l'OMPI. Le titulaire de la marque peut alors étendre la protection de sa marque à une ou plusieurs autres juridictions membres. C'est le processus de « désignation ».
Un avantage du système de Madrid est que cette protection peut à tout moment être étendue à d'autres juridictions, que ce soit à des juridictions qui rejoindraient l'union de Madrid ultérieurement, ou à d'autres juridictions déjà membres du système, au choix du titulaire.

## Inconvénients
Un inconvénient du système de Madrid est que tout refus, retrait ou radiation de la demande de base ou de l'enregistrement de base d’une marque dans les cinq ans suivant la date de l'enregistrement international entraîne le refus, le retrait ou la radiation de l'enregistrement international dans la même mesure. Concrètement, si une demande de base couvre les « vêtements, couvre-chefs et chaussures » et que « couvre-chefs » est ensuite supprimé de la demande de base (pour quelque raison que ce soit), « couvre-chefs » sera également supprimé de la demande internationale. Par conséquent, la protection offerte par l'enregistrement international dans chaque juridiction membre désignée ne s'étendra qu'aux « vêtements et chaussures ». Si la demande de base est rejetée dans son ensemble, l'enregistrement international sera également totalement refusé.
L'approche qui consiste à attaquer la demande ou l'enregistrement de base à de telles fins est connu sous le nom d'« attaque centrale »,. En vertu du protocole de Madrid, les effets d'une attaque centrale réussie peuvent être atténués en transformant l'enregistrement international en une série de demandes individuelles dans chaque juridiction choisie lors de la demande d'enregistrement international. C'est le processus dit de « transformation ». La transformation est une option coûteuse, de dernier recours. Néanmoins, les demandes résultantes recevront la date de l'enregistrement international comme date de dépôt.
Les économies de coûts engendrées par le système de Madrid peuvent être annulées par l'obligation d'utiliser des agents locaux dans la juridiction applicable en cas de problème.